# A. Trantoul père et fils
 (janvier 2014).
A. Trantoul père et fils sont des photographes français toulousains de la deuxième moitié du XIXe siècle. Adolphe, le père, est né à Mascarville (Haute-Garonne) le 14 avril 1809 et son décès eut lieu à Toulouse le 5 décembre 1865. Amédée, le fils, est né à Toulouse le 5 mars 1837 et son décès eut lieu dans cette même ville le 11 janvier 1910.

## Biographie

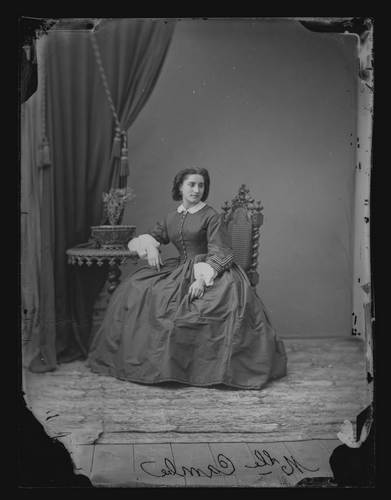
Cliché Trantoul (1880) - Fonds Trutat

Adolphe Trantoul, fils de Jean-Pierre Trantoul, géomètre et maire de Mascarville, fonde à Toulouse en 1848, à l'âge de 39 ans, un établissement de photographie au 15 rue Louis-Napoléon (aujourd'hui rue Lafayette). La photographie avait été inventée quelque neuf ans plus tôt. Où avait-il appris son art ? À Paris peut-être, seul centre français de la photographie à l'époque, mais plus sûrement dans la région toulousaine par suite de la venue d'un maître de l'art, inventeur de surcroît : André Adolphe Eugène Disdéri. Ce dernier habita Nîmes mais aussi Toulouse et sans doute Saint-Girons comme le prouve, par exemple, le nom de ces villes inscrites au dos des photographies du photographe Fauré qui dit en être le successeur .
Cécile Toulouse dans son mémoire de maîtrise démontre que Disdéri fonda à Toulouse une véritable école de photographie qui fit de cette ville le second centre français de l'art photographique et de l'industrie qui lui est lié.
En 1855, Adolphe Trantoul devient membre de la Société française de photographie (SFP) et le restera jusqu'en 1864. Il fut le premier photographe professionnel du sud-ouest de la France à s'inscrire à la SFP.
Il emploie son jeune frère Victor Trantoul (1829-1903) et initie très tôt son fils Amédée à la photographie puis ils travaillent ensemble jusqu'en 1865, date de sa mort survenue alors qu'il n'avait que 56 ans. Beaucoup de photographes professionnels de cette génération sont morts jeunes, empoisonnés par les produits chimiques qu'ils employaient et en particulier par les vapeurs de mercure nécessaires à l'élaboration des daguerréotypes,,.
Amédée Trantoul prit la succession de son père et bientôt se fit un prénom. À ce moment, la grande mode de la haute société, puis, l'exemple aidant, celle de la société entière, était la carte de visite photographique inventée par Disdéri, une carte avec sa propre photo dessus. Le petit studio d'Amédée Trantoul au 2e étage du 15 rue Louis-Napoléon à Toulouse drainait tout le Midi de la France, de Montpellier à Bordeaux, si bien qu'il fut amené à faire construire dans cette même ville, en 1877, au 18 rue Alsace-Lorraine, à l'angle de la rue de la Pomme, encore visible et en parfait état, devenu dans les années 1920 la succursale Citroën, et actuellement le magasin Devred. C'est un immeuble de type haussmannien aux larges baies vitrées capable d’accueillir des visiteurs de marque dans des salons d'attente confortables, plusieurs studios accompagnés de leurs laboratoires traitant avant et après la prise de vue les plaques sensibles de matériels photographiques lourds et de grandes dimensions, appareils multi-objectifs qui prenaient d'un clic huit photos dans le même temps et qui venaient pour la plupart de Belgique, pays qui produisait à l'époque le nec plus ultra en la matière : l'artisanat du fils d'Adolphe Trantoul était devenu une petite industrie.
Amédée Trantoul finira sa vie à photographier les monuments (parfois pour le compte des Inventaires nationaux), les paysages, villes, villages et villageois de l'Aquitaine que Labouche Frères éditera sous forme de cartes postales. 
On peut trouver ses photos dans différents musées français, à la Bibliothèque nationale de France (BnF), sur Rosalis bibliothèque numérique de Toulouse, chez les collectionneurs et sur Internet.

## Récompenses
- Premiers prix et médailles d'or aux expositions de Toulouse de 1850, 1858, 1865
- Médaille d'or à l'exposition d'Albi de 1866
- Médaille de bronze à l'exposition internationale de Saragosse (Espagne) de 1868
- Médaille de Bronze au Congrès archéologique de France tenu à Toulouse en 1874
- Médaille d'Argent à l'Exposition des monuments historiques de la France à Paris en 1877

Ces récompenses sont inscrites au dos d'une carte de visite d'Amédée Trantoul datant de 1878 